# GKS Katowice
Der GKS Katowice ist ein Sportverein aus Kattowitz (Katowice) in Polen. Er wurde 1964 gegründet. Die Farben des Vereins sind Gelb, Grün und Schwarz. Die Mannschaft spielt seit der Saison 2024/25 wieder in der erstklassigen Ekstraklasa.

## Geschichte
Im Jahr 1963 wurde in Kattowitz ein spezielles Komitee einberufen, mit dem Ziel, alle Vereine und Sportklubs der Stadt zu einem großen zu vereinen. Mitte des Jahres 1963 vereinten sich Rapid Wełnowiec und Orzeł Wełnowiec zu Rapid/Orzeł. 1964 vereinten sich dann Rapid/Orzeł, Górnik Katowice, Koszutka Katowice, Katowicki Klub Łyżwarski (Kattowitzer Schlittschuh Klub), Katowicki Klub Sportowy Górnik, Górniczy Klub Żeglarski Szkwał und weitere Kattowitzer Sportinstitutionen zum heutigen GKS Katowice. Vier Jahre später, am 9. August 1968, schloss sich noch der 1911 gegründete Verein Dąb Katowice an. Das erste Erstligaspiel absolvierte GKS Katowice am 8. August 1965 gegen Górnik Zabrze. 1986 erreichte der Verein das Achtelfinale im Europapokal der Pokalsieger, nachdem in der ersten Runde der isländische Vertreter Fram Reykjavík mit 3:0 und 1:0 besiegt wurde.
Vom 27. März 2003 bis zum 11. Juni 2004 spielte der Verein unter dem Namen Dospel Katowice. In der Saison 2004/05 belegte GKS den 14. Platz in der Ekstraklasa und stieg in die II Liga ab. Aus rechtlichen und finanziellen Gründen beschloss man aber, in der IV. Liga den Spielbetrieb aufzunehmen. Nach dem Abstieg in die vierte Liga wurde der Verein von der Gruppe Stowarzyszenie Sympatyków Klubu GKS Katowice übernommen, welche aus langjährigen Fans des Vereins besteht. Im Juni 2006 stieg der Klub durch den ersten Platz in Liga IV und nach zwei Relegationsspielen in die III. Liga auf. Im Juni 2007 steigt GKS wiederum auf. Durch den zweiten Tabellenplatz qualifizierte sich die Mannschaft für die Relegation zur zweiten Liga. Durch den Zwangsabstieg der GKS zugelosten gegnerischen Mannschaft stieg Katowice automatisch auf. In der Saison 2007/08 konnte GKS Katowice die II Liga ohne Probleme halten und landete am Ende mit 43 Punkten aus 34 Spielen auf dem 10. Platz. Zur Saison 2008/09 wurde die II Liga in 1. Liga umbenannt, wo der Verein nach der Hinrunde den letzten Platz belegte. Durch eine starke Rückrunde schaffte der Verein überraschend den Klassenerhalt und belegte am Ende den 11. Tabellenrang. In der Saison 2018/19 stieg der Verein nach langjähriger Zweitligazugehörigkeit in die dritte Liga ab.
Durch das Fernbleiben von Sponsoren ist GKS zurzeit in einer schweren wirtschaftlichen Krise, konnte jedoch durch finanzielle Hilfen der Stadt Katowice und großen Einsparungen trotzdem den Ligabetrieb fortsetzen. Die Frauenmannschaft des Vereins konnte in der Spielzeit 2022/23 erstmals die nationale Meisterschaft gewinnen und nahm daher an der UEFA Women’s Champions League 2023/24 teil, wo sie in der 1. Qualifikationsrunde gegen den RSC Anderlecht unterlag.

## Erfolge
- Polnischer Pokalsieger: 1985/86, 1990/91, 1992/93
- Polnischer Superpokalsieger: 1991, 1995
- Polnischer Vizemeister: 1987/88, 1988/89, 1991/92, 1993/94

International:
- Achtelfinalist im Europapokal der Pokalsieger: 1986/87, 1991/92
- Achtelfinalist im UEFA-Pokal: 1994/95

## Europapokalbilanz
| Saison  | Wettbewerb                  | Runde         | Gegner                    | Gesamt          | Hin     | Rück          |
| ------- | --------------------------- | ------------- | ------------------------- | --------------- | ------- | ------------- |
| 1970/71 | Messestädte-Pokal           | 1. Runde      | CF Barcelona              | 2:4             | 0:1 (H) | 2:3 (A)       |
| 1986/87 | Europapokal der Pokalsieger | 1. Runde      | Fram Reykjavík            | 4:0             | 3:0 (A) | 1:0 (H)       |
| 1986/87 | Europapokal der Pokalsieger | 2. Runde      | FC Sion                   | 2:5             | 2:2 (H) | 0:3 (A)       |
| 1987/88 | UEFA-Pokal                  | 1. Runde      | Sportul Studențesc        | 1:3             | 0:1 (A) | 1:2 (H)       |
| 1988/89 | UEFA-Pokal                  | 1. Runde      | Glasgow Rangers           | 2:5             | 0:1 (A) | 2:4 (H)       |
| 1989/90 | UEFA-Pokal                  | 1. Runde      | Rovaniemi PS              | 1:2             | 1:1 (A) | 0:1 (H)       |
| 1990/91 | UEFA-Pokal                  | 1. Runde      | Turun Palloseura          | 4:0             | 3:0 (H) | 1:0 (A)       |
| 1990/91 | UEFA-Pokal                  | 2. Runde      | Bayer 04 Leverkusen       | 1:6             | 1:2 (H) | 0:4 (A)       |
| 1991/92 | Europapokal der Pokalsieger | 1. Runde      | FC Motherwell             | (a)3:3(a)       | 2:0 (H) | 1:3 (A)       |
| 1991/92 | Europapokal der Pokalsieger | 2. Runde      | FC Brügge                 | 0:4             | 0:1 (H) | 0:3 (A)       |
| 1992/93 | UEFA-Pokal                  | 1. Runde      | Galatasaray Istanbul      | 1:2             | 0:0 (H) | 1:2 (A)       |
| 1993/94 | Europapokal der Pokalsieger | 1. Runde      | Benfica Lissabon          | 1:2             | 0:1 (A) | 1:1 (H)       |
| 1994/95 | UEFA-Pokal                  | Vorrunde      | Inter CableTel Cardiff    | 8:0             | 2:0 (A) | 6:0 (H)       |
| 1994/95 | UEFA-Pokal                  | 1. Runde      | Aris Saloniki             | 1:1 (4:3 i. E.) | 1:0 (H) | 0:1 n. V. (A) |
| 1994/95 | UEFA-Pokal                  | 2. Runde      | Girondins Bordeaux        | 2:1             | 1:0 (H) | 1:1 (A)       |
| 1994/95 | UEFA-Pokal                  | 3. Runde      | Bayer 04 Leverkusen       | 1:8             | 1:4 (H) | 0:4 (A)       |
| 1995/96 | Europapokal der Pokalsieger | Qualifikation | FC Ararat Jerewan         | 2:2 (4:5 i. E.) | 2:0 (H) | 0:2 n. V. (A) |
| 2003/04 | UEFA-Pokal                  | Qualifikation | FK Cementarnica 55 Skopje | (a)1:1(a)       | 0:0 (A) | 1:1 (H)       |

Gesamtbilanz: 36 Spiele, 10 Siege, 8 Unentschieden, 18 Niederlagen, 37:49 Tore (Tordifferenz −12)

## Ehemalige Spieler
- Paweł Brożek
- Jerzy Brzęczek
- Dariusz Dudek
- Mirosław Dreszer
- Grzegorz Fonfara
- Jan Furtok
- Adam Ledwoń
- Gražvydas Mikulėnas
- Tomasz Moskała
- Sasa Revischwili
- Andrzej Rudy
- Franciszek Sput
- Mirosław Sznaucner
- Piotr Świerczewski
- Roman Szewczyk
- Jerzy Wijas
- Sławomir Wojciechowski
- Mateusz Zachara
- Krzysztof Zając
- Bogdan Dlugajczyk
- Thomas Zdebel

## Ehemalige Trainer
- Tibor Kemény

## Fans
Die größten Fanclubs außerhalb von Kattowitz gibt es in Jaworzno, Mysłowice, Trzebinia, Siemianowice Śląskie, Lędziny, Imielin, Wolbrom, Piekary Śląskie, Żory und Sławków. Die bekanntesten in Katowice sind Ultras GieKSa, Bractwo Weteranow, NetFans Gieksa, SK 1964, GieKSa on tour und Młoda GieKSa. Fanfreundschaften bestehen seit 15 Jahren zu Baník Ostrava (Tschechien) und seit Neuestem auch zu Górnik Zabrze. Zudem gibt es auch gute Kontakte zu den Fans von JKS Jaroslaw. Frühere freundschaftliche Beziehungen zu Dynamo Dresden und AIK Solna aus Schweden bestehen heute nicht mehr.

## Eishockeyabteilung
Die Eishockeymannschaft des GKS Katowice wurde bisher sechsmal Polnischer Meister, seit 2013 spielt der Verein wieder in der Ekstraliga, der höchsten Eishockeyliga Polens.